# Lucio Valerio Flacco (console 152 a.C.)
Lucio Valerio Flacco (in latino Lucius Valerius Flaccus; ... – 152 a.C.) è stato un politico romano.

## Biografia
Flacco fu eletto console nel 152 a.C. con Marco Claudio Marcello. Non sono noti fatti notevoli del suo consolato; l'unica notizia che ci è pervenuta è che morì durante l'anno del suo magistrato.